# Ménatétrénone
La ménatétrénone (DCI), également connue sous le nom de MK-4, est un composé de vitamine K utilisé comme agent hémostatique et comme traitement d'appoint pour la douleur de l'ostéoporose. La ménatétrénone est l'une des neuf formes de vitamine K2.
Le MK-4 est produit par conversion de la vitamine K1 dans le corps, dans les testicules, le pancréas et les parois artérielles. Bien que des questions majeures entourent toujours la voie biochimique pour la transformation de la vitamine K1 en MK-4, des études démontrent que la conversion ne dépend pas des bactéries intestinales, survenant chez les rats sans germes, et dans le K1 administré par voie parentérale. chez le rat,. En fait, les tissus qui accumulent de grandes quantités de MK-4 ont une capacité remarquable de convertir jusqu'à 90 % du K1 disponible en MK-4.

## Dose
Des études de biodisponibilité ont montré que de petites doses orales ne sont pas détectées dans le sang, par exemple, 420 mcg de ménatétrénone ou moins testés sur des minutes et des heures ne sont pas détectables et des doses plus importantes de l'ordre des milligrammes sont nécessaires, contrairement à la vitamine K2. MK-7 qui est détectable dans le sang à des doses de mcg. En outre, « des doses quotidiennes administrées de 15, 45, 90 et 135 mg ont révélé que 45 mg était la dose efficace minimale pour améliorer les paramètres de masse osseuse évalués par micro densitométrie et/ou absorptiométrie à photon unique chez les femmes ménopausées atteintes d'ostéoporose ». L'étude référencée est également disponible en japonais,. En bref, quatre groupes avec des doses de 15 mg, 45 mg, 90 mg et 135 mg, et un 5e groupe avec 0,75 mcg d'alfacalcidol ont été évalués. Les dénombrements de personnes ayant eu une « amélioration modérée » ou plus ont été enregistrés. Le groupe à 15 mg comptait 26,9 %, les 45 mg à 46 %, les 90 mg à 49 % et les 135 mg comptaient 50,9 % de sujets présentant une amélioration modérée ou supérieure. Il a donc été déterminé que des doses supérieures à 45 mg jusqu'à 135 mg ont la même efficacité que 45 mg et que 45 mg étaient bien meilleurs que 15 mg. Par conséquent, 45 mg ont été déterminés comme étant la dose idéale.
MK-4 est commercialisé pour l'indication de l'ostéoporose au Japon par Eisai Co., sous le nom commercial Glakay.